# Форд, Барри
Барри Форд (англ. Barry Forde, род. 17 сентября 1976, Сент-Джеймс) — барбадосский трековый велогонщик. Участник летних Олимпийских игр 2004 года.

## Карьера
Барри Форд происходит из семьи велосипедистов. Его отец Колин Форд, велогонщик, который был участником Олимпийских играх в Мексике. В десять лет Барри начал участвовать в гонках BMX. В этой дисциплине в 1992 году он стал чемпионом Барбадоса и Карибского бассейна. В то же время он участвует и в трековых гонках. В 1996 году он выиграл две золотые медали в спринте и кейрине на чемпионате мира по трековому велоспорту "В". Это были его первые крупные успехи. Кроме того, Форд несколько раз становился чемпионом Барбадоса в спринте. В 2000 и 2001 годах он стал чемпионом на чемпионате Панамерики чемпионате по трековому велоспорту. На Панамериканских играх 2003 года в Санто-Доминго он повторил своё выступление, прежде чем был дисквалифицирован за допинг.
В 2004 году был включён в состав сборной Барбадоса на летних Олимпийских играх в Афинах. На них выступил в спринте, где занял шестое место.
В марте 2005 году на чемпионате мира по трековому велоспорту в Лос-Анджелесе стал вторым в кейрине. На чемпионате Панамерики, проходившем в апреле того же года в Мар-дель-Плата, выиграл кейрин и спринт. В октябре 2005 года Форд сдал положительный допинг-тест на тестостерон и был отстранен от соревнований на два года. В 2003 году он уже сдавал положительный допинг-тест во время Панамериканских игр на эфедрин. У него отнимают результаты 2003 года, в том числе бронзовую медаль в кейрине, полученную на чемпионате мира по трековому велоспорту в Штутгарте.
После окончания дисквалификации вернулся к соревнованиям. В сентябре 2010 года сдал положительный допинг-тест на эритропоэтин (ЭПО). 21 сентября 2010 года он был пожизненно дисквалифицирован Международным союзом велосипедистов.
Барри Форд, который имел лицензию № 1 своей национальной велосипедной ассоциации, временами тренировался в Берлине с Эмануэлем Рашем, а затем с Биллом Хуком. С 2010 года тренировался предпочтительно в Австралии с Гари Нейвандом.
25 марта 2011 года, после попытки оспорить свою дисквалификаицию, в открытом письме в свою национальную федерацию объявил о своём уходе из спорта.

## Семья
Отец — Колин Форд, в прошлом велогонщик.
Женат на кореянке немецкого происхождения, которую он встретил на Центральном вокзале Кельна в ожидании поезда.

## Достижения
1998
Игры Содружества
 Спринт
Игры Центральной Америки и Карибского бассейна
 Спринт
1999
Панамериканские игры
5-й в кейрине
5-й в командном спринте
2000
Чемпионат мира
первый раунд спринта
Чемпионат Панамерики
 Спринт
 Командный спринт
2001
Чемпионат мира
первый раунд кейрина.
26-й в спринте
Чемпионат Панамерики
 Кейрин
 Спринт
2002
Игры Содружества
8-й в спринте
2003
Чемпионат мира
 Кейрин
19-й в спринте
Панамериканские игры
 Гит
 Спринт
2004
Олимпийские игры
6-й спринте
2005
Чемпионат мира
 Кейрин
19-й в спринте
Чемпионат Панамерики
 Кейрин
 Спринт
2008
Кубок мира
3-й в кейрине на этапе в Кали
2009
Чемпионат мира
первый раунд кейрина
2010
Игры Содружества
первый раунд кейрина
Чемпионат Панамерики
 Кейрин